# Хальча (річка)
Хальча — річка в Україні, у Кагарлицькому районі Київської області. Права притока Леглича (басейн Дніпра).

## Опис
Довжина річки приблизно 6 км.

## Розташування
Бере початок у південно-західній частині села Халча. Тече переважно на північний схід і у Воронівці впадає у річку Леглич, праву приток Дніпра.